# Lepus americanus
La lepre scarpa da neve (Lepus americanus Erxleben, 1777) è un mammifero lagomorfo della famiglia dei Leporidi.

## Distribuzione
Con numerose sottospecie (Lepus americanus americanus, Lepus americanus bairdii, Lepus americanus cascadensis, Lepus americanus dalli, Lepus americanus struthopus e Lepus americanus virginianus), questi animali sono diffusi in Canada e nella parte settentrionale degli Stati Uniti, con l'areale che scende a sud lungo le Montagne Rocciose e gli Appalachi. Il loro habitat naturale è costituito dai campi aperti e dai boschi radi di conifere, ma si spinge anche nelle paludi.

## Descrizione

### Dimensioni
Misura circa 45 cm di lunghezza (cui si aggiungono fino a 5 cm di coda), per un peso che raggiunge il chilogrammo e mezzo.

### Aspetto

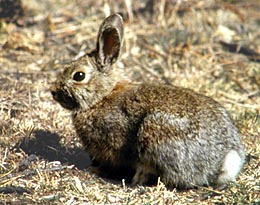
Un esemplare con mantello estivo.

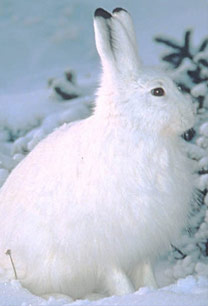
Un esemplare con mantello invernale.

Il pelo è corto ed assai folto, e va a ricoprire anche la pianta dei piedi: da questa caratteristica, che permette all'animale di non affondare nella neve durante l'inverno e di isolare termicamente le zampe, deriva il nome comune di "scarpa da neve". Questi animali presentano due colorazioni del mantello a seconda della stagione:
- in estate, il pelo è di color ruggine o grigio bruno sul dorso, con brizzolature nere sul dorso ed una linea scura che dalla nuca raggiunge la coda, mentre i fianchi sono marroncini ed il ventre biancastro. La testa e le zampe sono di color cannella, mentre le orecchie hanno bordi di colore marrone chiaro e punte nere;
- in inverno, invece, il pelo è bianco sulla maggior parte del corpo, fatta eccezione per le palpebre e la punta delle orecchie, che sono nere.

Per completare la muta, l'animale impiega circa due mesi e mezzo: parrebbe che l'inizio di ciascuna muta venga innescato dal fotoperiodo. Sorprendentemente, i peli del manto invernale e quelli del manto estivo hanno origine da follicoli differenti.

A parità d'età, i maschi sono leggermente più piccoli delle femmine, come avviene nella maggior parte delle specie di lepre.

## Biologia
Si tratta di animali solitari, che delimitano un territorio di circa 0,05 km², tuttavia periodicamente li si trova a densità assai elevate, coi territori che si sovrappongono. Le lepri scarpa da neve sono attive quando la luce è ancora bassa, all'alba e al tramonto, ma durante le giornate nuvolose le si può vedere anche durante il giorno. Questi animali sono soliti muoversi nel proprio territorio seguendo dei percorsi ben definiti, riconoscibili per l'assenza di vegetazione lungo di essi.

Questi animali sono amanti dei bagni di polvere, che li aiutano a mantenere il pelo libero da parassiti: sono inoltre ottimi nuotatori, e gli esemplari che vivono in ambienti acquitrinosi sono soliti gettarsi in acqua per sfuggire ai predatori. Il metodo più utilizzato quando sentono la presenza di un intruso potenzialmente pericoloso, tuttavia, tendono prima di tutto ad immobilizzarsi, riponendo le proprie speranze nel proprio mantello mimetico: qualora avvistate, fuggono velocemente saltellando a zig-zag per confondere il predatore. Gli esemplari più anziani tendono a fuggire immediatamente, senza immobilizzarsi.

### Alimentazione
Le lepri scarpa da neve sono animali erbivori che si nutrono di erbe e germogli durante l'estate, mentre durante la stagione invernale ripiegano su cibo proveniente dalle piante sempreverdi. In alcuni casi, questi animali sono stati osservati praticare il cannibalismo durante i mesi più freddi, nutrendosi delle carcasse di conspecifici.

### Riproduzione
La stagione riproduttiva di questi animali va da marzo ad agosto, con la femmina che dà alla luce una cucciolata al mese. Quando la femmina è in estro, si raccolgono attorno a lei gruppetti di maschi: ciascun maschio copula con quante più femmine possibile, così come ciascuna femmina viene montata da più maschi. Tuttavia, nelle imminenze del parto, le femmina diventa assai aggressiva ed allontana violentemente i corteggiatori, mentre alla fine di agosto i testicoli del maschio regrediscono ed esso perde l'interesse per le femmine.

I cuccioli, in media tre o quattro per nidiata, vengono dati alla luce in una sorta di tana costruita dalla femmina accumulando steli d'erba in una buca: essi vengono svezzati a tre settimane di vita e raggiungono la maturità sessuale attorno all'anno d'età.

I cuccioli nati verso la fine della stagione riproduttiva tendono ad avere dimensioni maggiori rispetto a quelli nati all'inizio della stessa: in ogni caso, i cuccioli nascono già ricoperti di peli e con gli occhi aperti, e sono in grado di muoversi piuttosto velocemente. Essi si nascondono in luoghi diversi, per riunirsi all'arrivo della madre e poppare il latte.
La speranza di vita di questi animali è di circa cinque anni: solo il 15% degli individui nati ogni anno, tuttavia, sopravvive al primo anno di vita.